# Giuseppe Trombone de Mier
Giuseppe Trombone de Mier (Vercelli, 13 luglio 1822 – Verona, 15 agosto 1866) è stato un militare italiano, insignito della medaglia d'oro al valor militare alla memoria nel corso della terza guerra d'indipendenza italiana.

## Biografia
Nacque a Vercelli il 13 luglio 1822, figlio di Angelo e di Luigia de Mier. Discendente da una famiglia patrizia, preferì intraprendere la carriera militare preferendola a quella sacerdotale alla quale era stato inizialmente destinato. Si arruolò come soldato semplice nell'Armata Sarda il 2 gennaio 1843, entrando in servizio nel 1º Reggimento granatieri della Brigata Guardie, venendo successivamente promosso prima caporale, poi sergente. Promosso sottotenente nel marzo 1848 e tenente nel 1849, partecipò alla prima guerra d'indipendenza italiana in forza al 15º Reggimento fanteria della Brigata Savona. Nel corso della battaglia di Novara, il 23 marzo 1849, rimase ferito due volte e fu insignito di una medaglia d'argento al valore militare.
Tra il 1855 e il 1856 combatte in Crimea con il Corpo di spedizione sardo. Nel corso della campagna del 1859, come capitano, comandò la 2ª Compagnia del 10º Reggimento fanteria e si batte valorosamente il 21 maggio al passaggio del fiume Sesia, dove rimase anche ferito. In tale circostanza fu nominato Cavaliere dell'Ordine militare di Savoia. L'anno successivo partecipò alla campagna militare per l'annessione al Regno d'Italia delle Marche e dell'Umbria. Il 18 settembre 1860, nel combattimento di Loreto, presso Castelfidardo, fu esempio di coraggio: rimase ferito otto volte da arma bianca, e ottenne la promozione a maggiore per merito di guerra.
Nel corso della terza guerra d'indipendenza italiana, con la promozione a tenente colonnello, assunse il comando del 43º Reggimento fanteria della Brigata Forlì, in forza alla 1ª Divisione comandata dal generale Enrico Cerale. Il 24 giugno 1866, alla testa del suo reggimento attaccò il nemico sulle alture intorno a Custoza, difendendosi successivamente con ostinato vigore fino a quando, rimasto gravemente ferito e dato per morto, cadde prigioniero di guerra degli austriaci che lo raccolsero sul campo di battaglia, dimostrandogli aperta ammirazione per il valore con cui aveva combattuto. A causa della gravità delle ferite riportate, si spense il 15 agosto presso l'ospedale militare austriaco di Verona, venendo quindi sepolto dal nemico con tutti gli onori militari presso il cimitero fuori Porta San Zeno, come ufficiale oltre ogni dire valoroso e successivamente traslato nel cimitero monumentale di Verona.
Alla sua memoria, con Regio Decreto 6 dicembre 1866 fu conferita la medaglia d'oro al valore militare.

### Annotazioni
1. ↑  Nel corso di quel combattimento, nel quale la Bandiera del reggimento fu decorata di medaglia d'oro al valor militare, egli si lanciò animosamente nella lotta e fu intrepido ed eroico fra i suoi soldati che ammirati di tanto stoico valore moltiplicarono le energie combattive fino alla completa vittoria.

### Fonti
1. 1 2 3 4 5 6 7 8 9 10 11  Combattenti Liberazione.
2. 1 2 3  Carolei, Greganti 1950, p. 180.
3. 1 2  Avenati 1934, p. 129.
4. ↑  Cimitero monumentale di Verona.
5. ↑   Medaglia d'oro al valor militare Trombone de Mier, Giuseppe, su quirinale.it, Quirinale. URL consultato l'11 luglio 2021.